# José Robles Pazos
Pour les articles homonymes, voir Pazos.
José Robles Pazos (Saint-Jacques-de-Compostelle, 1897 – Valence ? 1937 ?) est un écrivain, illustrateur, traducteur espagnol et militant politique de gauche, au service de la Seconde République espagnole.
Les conditions de la mort de José Robles ont entraîné une rupture totale entre deux grands écrivains américains : John Dos Passos (qui était ami de Robles) et Ernest Hemingway.
José Robles a inspiré à Dos Passos son roman Adventures of a Young Man (1939).

## Biographie
Né dans une famille riche de Galice, il étude la philosophie et les lettres à Madrid et devient professeur de littérature espagnole.
José s'ouvre aux idées progressistes, mais ses prises de position l'obligent à quitter l'Espagne.
Il émigre aux États-Unis et obtient en 1920 une chaire de professeur de littérature espagnole à l'université Johns-Hopkins de Baltimore. Il devient le traducteur et l'ami de John Dos Passos (dont à l'époque les opinions politiques sont nettement de gauche) ; sa traduction en espagnol de Manhattan Transfer est reconnue comme excellente. Robles traduit aussi quelques œuvres de Sinclair Lewis. Spécialisé dans le théâtre classique espagnol, il publie une compilation du Cancionero teatral de Lope de Vega.
Quand la guerre civile espagnole éclate (18 juillet 1936), José Robles est en vacances dans sa famille en Espagne. Sympathisant du mouvement républicain, il est nommé lieutenant-colonel par le nouveau régime ; et comme il parle le russe, Robles est affecté, comme interprète et collaborateur, au service de l'attaché militaire soviétique, le général Vladimir Gorev (en).
Cependant sa franchise, son indépendance et ses prises de position sans détour compromettent José Robles ; il disparaît au début 1937, sans doute victime (comme Andreu Nin et tant d'autres) des purges exercées par les agents du NKVD dirigé par Alexandre Orlov.
La journaliste communiste américaine Josephine Herbst (en), qui visite alors le front en tant qu'invitée du Parti communiste d'Espagne parvient à apprendre que Robles, accusé d'être un « espion franquiste », a été arrêté et fusillé. Elle transmet l'information à Dos Passos et à Hemingway, alors à Madrid.
En juillet 1939 John Dos Passos écrit au rédacteur en chef de The New Republic qu'il avait appris la nouvelle de la « disparition » de son ami José Robles alors qu'il revenait de Valence où il avait passé une semaine; il avait pu alors contacter le chef du contre-espionnage, qui lui avait fait savoir que Robles avait été éliminé par une « section spéciale ». Les Espagnols, ajoutait Dos Passos, pensaient que Robles avait été éliminé à titre d'exemple car il parlait trop librement dans les cafés ; alors que les Américains procommunistes racontaient que Robles était un espion franquiste.
Selon Stephen Koch, Robles était devenu l'interprète du « conseiller militaire » soviétique en chef Jānis K. Bērziņš, et quand celui-ci s'opposa à Alexandre Orlov sur l'opportunité d'éliminer les militants du POUM et les anarchistes (leur disparition affaiblissait notablement l'armée républicaine), l'interprète précéda le général dans sa disgrâce.

## Conséquences sur les plans culturel et littéraire
La liquidation de José Robles entraîna une rupture totale entre Dos Passos et Hemingway, qui étaient amis depuis plus de quinze ans (voir l'article génération perdue) : Dos Passos avait vu arriver Hemingway, alors jeune marié et jeune reporter, à Paris en 1921, et par la suite Hemingway avait reçu Dos Passos à Key West et l'avait initié à la pêche au tarpon.
Hemingway pensait que la mort de Robles avait été « une nécessité de temps de guerre »; Dos Passos (qui de plus estimait que Hemingway l'avait supplanté lors du tournage du film Terre d'Espagne, de Joris Ivens) rompit avec Hemingway. Choqué par ce qu'il avait éprouvé en Espagne, Dos Passos abandonna par la suite ses convictions de gauche.
On ne peut par ailleurs s'empêcher de faire le parallèle entre José Robles et Robert Jordan, le héros de Pour qui sonne le glas : comme Robles, Robert Jordan est un jeune professeur de littérature et culture espagnole dans une université nord-américaine, il aime et connaît bien l'Espagne, il y revient pendant la guerre civile, il s'entend parfaitement avec les Espagnols, et il meurt pour l'Espagne républicaine.
George Packer a écrit une critique sur le livre de Stephen Koch, The Breaking Point: Hemingway, dos Passos, and the Murder of Jose Robles dans The New Yorker : "Fin septembre 36, Hemingway écrit à Maxwell Perkins, son editor aux Éditions Scribner : « Je m’en veux terriblement d’avoir raté le problème espagnol, mais je dois d’abord finir ce livre. » La guerre civile espagnole, qui selon l’avis général ne durerait que quelques mois, arrangea le programme littéraire d’Hemingway : elle dura deux ans et demi de plus. Il termina To Have and Have Not (En avoir ou pas) et signa immédiatement un contrat : il allait à Madrid écrire une série de dépêches depuis le front. Et sans tarder il tomba amoureux de Martha Gellhorn, une belle journaliste dotée d’un bon carnet d’adresses, qui avait débarqué dans sa vie de solitaire volontaire à Key West alors qu’elle allait partir elle aussi pour l’Espagne, comme correspondante de la revue Collier's Weekly. À Madrid, Hemingway fournissait les conseils littéraires et les recommandations, et Gellhorn apprenait à Ernest la syntaxe de la propagande du Front populaire... John Dos Passos, lui aussi, voyageait alors en Espagne. Dos Passos était un vieil ami d’Hemingway : ils avaient tous deux vécu dans le Paris des années 1920, et Dos avait présenté à Hemingway celle qui allait devenir sa seconde épouse… Mais l'amitié entre Dos Passos et Hemingway s’était déjà détériorée lors de la publication de The Big Money, le troisième roman de la trilogie U.S.A. de Dos Passos : Hemingway avait vu d’un mauvais œil le succès remporté par l’œuvre, et la couverture de Time Magazine consacrée à Dos Passos, précisément au moment du début de la guerre d’Espagne.

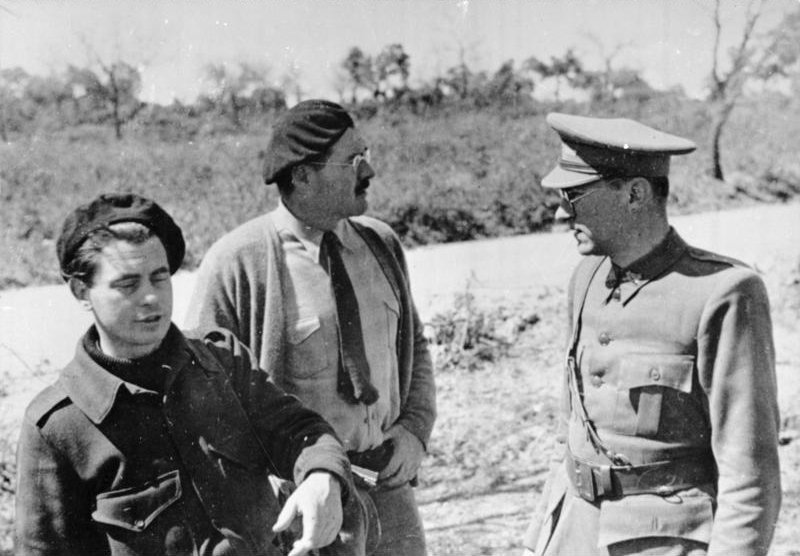
De gauche à droite : Joris Ivens, Ernest Hemingway et Ludwig Renn, un officier supérieur des Brigades internationales

Dos Passos était soudain aussi grand que le grand homme des lettres américaines, aussi célèbre même que Faulkner, Fitzgerald… Dos Passos était en Espagne pour collaborer au documentaire Terre d’Espagne, un film que le jeune et brillant cinéaste Joris Ivens devait tourner sous les auspices d’écrivains new-yorkais réunis par Archibald MacLeish ; ce documentaire devait permettre de réunir des fonds pour la République espagnole et inciter Roosevelt à lever l’embargo américain sur les armes. En fait, Dos Passos était manipulé : le film devait servir la propagande organisée par Moscou, et lui-même, tombé en défaveur chez les communistes depuis que le Congrès des Écrivains de 1934 avait officiellement abandonné le modernisme pour le réalisme socialiste, devait servir d’appât et attirer un poisson bien plus gros que lui. Hemingway, qui était indifférent aux idées de gauche avant de connaître Martha Gellhorn, fut tout heureux de rendre service… (après la disparition de son ami José Robles), Dos Passos, très inquiet et pensant à l’épouse et aux enfants de José, fit le tour des officiels espagnols. Il ne rencontra qu’onctueux mensonges de bureaucrates ou rebuffades : maintenant qu’ils avaient Hemingway, ils n’avaient même plus besoin d’être polis avec Dos Passos. Ce dernier trouva là la confirmation de ce qu’il pensait déjà : la politique progressiste sans le respect des individus n’est qu’un leurre. Hemingway, dans un article (légèrement voilé) traitant de la disparition de Robles (article paru dans un spinoff de Esquire du nom de « Ken », qui eut une existence brève) parla du « bon cœur plein de naïveté d’un libéral américain typique ». Lettré, perdant ses cheveux, dégingandé, optimiste, trop confiant dans la bonne volonté des autres : Dos Passos était le genre d’homme à exciter le sadisme d’Hemingway. « Blanc comme le dessous d'une sole qui n'a pas été vendue, à 11h, avant que le marché au poisson ne ferme » : selon Stephen Koch, c'est ainsi que Hemingway décrit son vieux copain. Il semble que Hemingway éprouvait le besoin de détruire de temps en temps un mariage ou une amitié. À Madrid, il fit les deux.
Selon Stephen Koch (dans son livre The Breaking Point), Hemingway et Martha Gellhorn reçoivent froidement Dos Passos quand il arrive, les mains vides, dans leur suite bien approvisionnée de l'hôtel Florida ; ils trouvent que Dos Passos, qui pose des questions dans toute la ville à propos de José Robles, est ridicule. « Si c'est la disparition de ton idiot de prof qui te tracasse, arrête d'y penser » lui assène Hemingway. « Des gens disparaissent tous les jours. ». On était en guerre, il y a un code de bonne conduite à respecter pendant une guerre, et Dos Passos ne respectait pas les règles. « Dos n'avait pas sa place dans une guerre », proclamait Hemingway, « parce que ce n'était pas un chasseur ». Et Stephen Koch paraphrase les observations de Josephine Herbst dans son livre Journal d'Espagne : « Dos ne sait pas se comporter dans la nature. Il arrive sans nourriture. Il n'a rien dans les tripes. Il ne comprend rien à la guerre. » Et quand Dos Passos dit à Hemingway : « La question que je me pose sans arrêt, c'est : pourquoi se battre pour la liberté, si en même temps on détruit la liberté individuelle ? », Hemingway lui réplique : « Merde pour la liberté individuelle. Tu es avec nous ou contre nous ? ».
Hemingway n'adhéra jamais au dogme des communistes, mais il admirait leur fermeté, alors qu'il regardait la ferveur révolutionnaire des anarchistes comme une plaisanterie. Mais si le hasard l'avait mis dans le camp des nationalistes, il aurait admiré la dureté inflexible des lieutenants de Franco.
Quant à Dos Passos, la guerre d'Espagne semble avoir tué quelque chose en lui… Les trahisons dont il avait souffert (tant sur le plan personnel que politique) l'avaient dévasté au point qu'il n'a pu écrire sur ce qui était arrivé à son ami José Robles comme à son amitié avec Hemingway. Cependant, Hemingway, après son retour en Amérique, répandait oralement et par écrit la notion que Dos Passos était un lâche et un traître à la causa. Ce n'est qu'en 1939 que Dos Passos, qui cherchait à tirer au clair la signification profonde de la mort de José Robles, publia un roman, Adventures of a Young Man. Ce livre (qui a été fortement dénigré par Malcolm Cowley, un ex-compagnon de voyage de Dos Passos) décrit les désillusions d'un jeune radical, qui part combattre en Espagne, et qui y meurt. Personne n'a entendu parler de Adventures of a Young Man, alors que Pour qui sonne le glas est étudié en faculté. Certes le roman d'Hemingway est plus envoûtant; mais Dos Passos, avec son réalisme désabusé et direct, est celui qui transmet vraiment le sens de la vie dans les années 1930 ".
Paradoxalement, Aventures of a Young Man ramène de nos jours à Hemingway : Martin Ritt a tourné en 1962 le film Hemingway's Adventures of a Young Man (Aventures de jeunesse).